# Joseph Smith - Mateus
Joseph Smith-Mateus é um livro da Pérola de Grande Valor, um texto religioso usado por A Igreja de Jesus Cristo dos Santos dos Últimos Dias e outras denominações oriundas do Movimento dos Santos dos Últimos Dias. É uma retradução do evangelho de Mateus.